# Rite expiatis
Rite expiatis est une encyclique du pape Pie XI, publiée le 30 avril 1926 à l'occasion du septième centenaire de la mort de saint François d'Assise, appelant les fidèles à « s’unir, comme il convient, à la très nombreuse postérité de saint François pour rappeler et glorifier en chœur ses actions, ses vertus et son esprit ».

## Source
- (it) Cet article est partiellement ou en totalité issu de l’article de Wikipédia en italien intitulé « Rite Expiatis » (voir la liste des auteurs).